# Loup-garou : Les Déchus
Loup-garou : Les Déchus est un jeu de rôles fantastique publié par l'éditeur White Wolf en 2005, rattaché au Monde des Ténèbres 2. Malgré de nombreuses ressemblances, il n'a qu'une parenté lointaine avec son prédécesseur Loup-garou : l'Apocalypse.

## Présentation
Dans les sombres forêts des parcs naturels comme dans les ruelles obscures de nos villes vivent les Déchus. Ils sont ceux que la Lune a maudit, ceux qui sont condamnés à changer de forme et à défendre le monde des esprits. Ce sont les loup-garous, en proie à leur fureur et à leur condition ambiguë, à mi-chemin entre l'homme et la bête.

## Histoire
À l'aube des temps, Pangée était un monde d'équilibre : les êtres de chair pouvaient arpenter les terres spirituelles, alors que les esprits exploraient librement le monde physique. Mais Père Loup veillait à ce que chacun respecte les règles et qu'aucun ne perturbe l'harmonie. Il était si sage et si redoutable que Luna, l'esprit de la Lune, s'éprit de lui et le rejoignit sur terre. De leur union naquirent huit enfants, hybrides de chair et d'esprit. De leur père ils héritèrent la force et l'instinct du loup, et de leur mère la faculté de changer de forme. Ces premiers loup-garous, les Uratha, eurent pour charge de seconder Père Loup dans son rôle. Mais lorsque celui-ci s'affaiblit, que les esprits affamés se multiplièrent, répandant la souffrance, les Uratha choisirent de trahir leur père pour le remplacer par un chef plus fort. Ce parricide leur valut la malédiction de leur mère et provoqua la Chute qui sépara les mondes spirituels et physiques. Cette légende est celle que se transmettent de génération en génération les Déchus, pour expliquer leur origine et leur but.
Aujourd'hui encore, le Peuple vit caché dans le monde des humains (ils peuvent adopter leur forme de loup ou de loup-garou quand ils le désirent) et cherche à perpétuer le travail de Père Loup, même si l'équilibre semble rompu depuis la fin de Pangée. De plus, les Déchus doivent résister aux assauts des Purs, des Uratha descendant des Fils de Père loup qui n'ont pas accepté son meurtre, qui ne les portent pas dans leur cœur, et même des autres Déchus qui convoitent leur territoire.

## Personnages
Les personnages joueront un Déchu, descendant des Fils de Père loup. Avec leur changement, ils adoptent aussi le travail originel de Père loup, empêchant une trop forte interaction entre le Royaume spirituel et le Monde Physique, en surveillant le Goulet. Les Uratha sont en effet capables de passer d'un monde à l'autre en traversant le goulet.
Un Uratha a un trait de Moralité nommé Harmonie, représentant l'harmonie qu'il entretient entre les dualités de ses aspects (humain et loup, physique et spirituel).
Un humain devient Uratha pour des raisons génétiques, mais la chance pour que les enfants d'un Uratha et d'un Humain (ils ne peuvent pas avoir de progéniture avec des loups) se changent en Uratha est très faible. Lors de son premier changement, sa nature de loup prend le dessus, poussant l'Uratha à succomber à la frénésie ou rage mortelle (Kuruth dans la première langue), un état dû à la rage débordante que contient son corps. Certains Uratha ont la capacité de discerner les premiers changements et ont tendance à contenir le nouvel Uratha.
La phase de lune sous laquelle a lieu le premier changement d'un Uratha est nommé auspice et marquera indéniablement la destinée du Changeur.

### Auspices
Cinq phases de lune forment autant d'auspices. Chaque auspice définit les qualités d'un Uratha et son rôle au sein de la tribu ou de la meute.
- Rahu (pleine lune, le guerrier) : Lorsque Luna se montre pleine, elle développe toute sa puissance et transmet son tempérament guerrier aux Uratha.
- Cahalith (lune gibbeuse, le visionnaire) : Luna ne laisse voir qu'une partie d'elle et ses enfants devinent le reste, devenant prophète au sein du Peuple.
- Elodoth (demi lune) : Luna se coupe en deux, montrant la duplicité de sa nature. Les Uratha nés sous cette lune comprennent eux-mêmes que les deux parties de leur être forment un tout obligatoire, qu'ils ne peuvent renier l'une ou l'autre de leurs origines. Ils font d'excellents arbitres.
- Ithaeur (lune croissante, le maître des esprits) : La face cachée de Luna est forte et les Ithaeur savent que son pouvoir est immense. Ils sont les gardiens des traditions occultes et maîtres dans le royaume des esprits.
- Irraka (nouvelle lune, le rôdeur) : La lune se cache de la lumière et les Uratha nés sous cette lune auront cette capacité. Ils seront les espions, les éclaireurs et les pisteurs du Peuple.

### Tribus
En plus des Auspices, l'Uratha se choisit une tribu. Les tribus se reconnaissent comme des descendants des fils de Père loup. Ils représentent un courant de pensée laissé en héritage par les premiers Uratha. Chaque tribu possède un interdit propre, une loi que tous Garous de la Tribu se doit de suivre.
- Griffes de Sang (Suthar Anzuth) : La tribu du loup de Fenris. Ils encouragent les combattants et l'aspect lupin des Uratha.
- Os de l'ombre (Hirfathra Hissu) : Une tribu d'Uratha qui souhaite restaurer de bonnes relations avec la Cour des Esprits, grâce au conseil du Loup de la Mort.
- Chasseurs des Ténèbres (Meninna) : Des protecteurs de "loci", des endroits où les deux mondes sont extrêmement rapprochés. Leur totem est le Loup Noir.
- Maître du Fer (Farsil Luhal) : Cette tribu suis les enseignements du Loup Rouge, adepte du changement et d'innovation. Ils suivent l'évolution de l'Humanité et se réfugient facilement en villes.
- Seigneurs des Tempêtes (Iminir) : La tribu du Loup de l'Hiver cherche à diriger le Peuple au travers de leur force et de l'exemple.

En plus de ces cinq Tribus, certains Uratha ne trouvent pas leur compte. Ils sont ce que le Peuple appelle des Fantômes de Loup. Ils suivent souvent le serment de la Lune mais ne suivent aucun des Totems Tribaux. Ils font partie de la société des Uratha, mais ne suivent pas leurs convictions.

## Spécificités
Les Uratha sont autant des créatures physiques que spirituelles. À ce titre, ils sont capables d'utiliser l'Essence, la puissance spirituelle pour activer des capacités surnaturels, des artefacts surnaturels, se guérir, changer de forme, etc.
Les Uratha sont par nature des gardiens et possèdent, à l'inverse des humains, une capacité de régénération surnaturelle. Ils sont capables de recréer des organes internes ou des membres détruits (au prix d'un effort physique considérable pour eux). La seule exception à cette régénération sont les blessures faites par l'argent. Depuis le meurtre de Père loup, la Lune a rendu les Uratha allergiques à l'argent, et toutes blessures effectués par ce biais brûlent et font énormément souffrir l'Uratha qui les reçoit. Ce métabolisme extraordinaire demande forcément énormément d'énergie, et les Uratha doivent par conséquent se nourrir en plus grosse quantité qu'un humain. Leur régime alimentaire va également influer sur leur comportement. Leurs corps est également immunisé à toutes les maladies naturelles, leur métabolisme se contentant de rejeter les bactéries et virus.
Les Urathas restent malgré tous des êtres possédant une espérance de vie, même si elle est plus longue que les humains, et souvent, ils cherchent à avoir une descendance. Les Urathas ne peuvent se reproduire qu'avec des humains et les chances que l'enfant soit lui aussi un Uratha sont très minces. La reproduction avec les loups est impossible, et la reproduction entre Uratha donnera naissance à un monstre spirituel.

### Formes
L'Uratha est capable de "revêtir" plusieurs formes, allant de la forme humaine à la forme de loup.
- Hishu, la forme humaine : La forme de naissance de tous les Uratha. C'est aussi la forme qu'ils prennent lorsqu'ils tombent dans l'inconscience ou à leur mort.

- Dalu, le presque humain : Sous cette forme, les Uratha sont plus grands, plus forts et plus rapides que sous leur forme Hishu. Les crocs sont légèrement plus grands, le visage est plus anguleux et les oreilles se terminent en pointe. Une pilosité importante couvre le corps, les mains et le visage, même chez les femmes. De loin, ils pourront passer pour des humains.

- Gauru, l'homme-loup : La forme de combat des Uratha. Ils mesurent alors plus de 2,50 m pour un poids de 300 à 450 kg. C'est sous cette forme que leur rage s'exprime le plus et ils ne peuvent la conserver qu'un temps limité, le plus souvent, juste le temps de tuer un adversaire. Quand un Uratha succombe au Kuruth, il passe automatiquement sous cette forme.

- Urshul, le presque loup : Sous cette forme, l'Uratha ressemble à un loup immense (entre 1.2 et 1,5 m au collet). Il possède toutes les facultés d'un loup classique.

- Urhan, le loup : Sous cette forme, l'Uratha ressemble à n'importe quel loup. Sa fourrure ressemble à celle de ces ancêtres, mais avec le temps, il adaptera sa fourrure à la couleur des loups de la région.

Sous les formes Urshul et Gauru, ils créent chez les humains le délire, une réminiscence de l'époque de Pangée où tout le monde craignait les Uratha. Tout humain apercevant un Uratha sous l'une ou l'autre de ses formes va "oublier" ce moment ou le transformer en quelque chose de plus sensé. Un chasseur voyant un gauru pourra s'imaginer avoir vu un ours par exemple. Bien évidemment, les créatures surnaturelles ne tombent pas sous le joug du Délire et les personnes jouissant d'une volonté hors du commun y seront moins sensibles.
De plus, sous toutes leurs formes, les animaux reconnaitront la nature de prédateur de l'Uratha. Il arrivera donc souvent que des chiens aboient et grognent à leur passage, que les oiseaux s'envolent, etc.

## Capacités surnaturelles
Les Uratha ont accès à des capacités surnaturelles, nommées Dons, accordés par les esprits. Pour savoir si un Uratha est digne d’apprendre un don, les Esprits jugent ses actes. En termes de jeu, cela se comprend par une évolution accessible par le biais de la renommée. 5 aspects de la vie d’un Uratha, la ruse, la gloire, l’honneur, la sagesse et la pureté. La renommée permet de voir comment évolue un Uratha, et son respect dans le monde des esprits.
Les Dons permettent diverses choses, de l'évolution physique au contrôle des éléments jusqu'à la divination. Certains dons sont plus facile à apprendre comme ceux dépendant de l'auspice ou de la Tribu. En termes de jeu, le niveau de don possible est limité par la renommée et le coût en points d'expérience varie selon l'auspice ou la Tribu.
Certains Uratha sont également capables de lier un esprit à un objet, lui accordant des facultés surnaturelles. Ces objets sont appelés Fétiches et leurs capacités dépendent de la puissance de l'esprit lié à ce dernier (un esprit du feu dans une arme de mêlée pourra par exemple bruler l'adversaire à l'impact ou empêcher quiconque hormis le propriétaire de tenir la lame).
Les Uratha sont également capable de réaliser divers Rites, ou rituels, leur accordant un pouvoir particulier à un moment donné, bien que certains rites peuvent être permanent (rite de dédicace par exemple).